# Lijst van records en statistieken van ADO Den Haag
Dit artikel geeft een overzicht van de clubrecords en statistieken van de voetbalclub ADO Den Haag.

## Europese clubrecords
- Grootste overwinning: 14 september 1971, FC Den Haag - Aris Bonnevoie (5-0), EC3
- Grootste nederlaag: 03 november 1971, Wolverhampton Wanderers - FC Den Haag (4-0), EC3
- Langste reeks ongeslagen: 5 - Europacup II 1975/76

## Eredivisie clubrecords
- Meeste toeschouwers (in eigen stadion): 28.872 - 21 november 1971, ADO - Feyenoord (1-2)
- Meeste toeschouwers thuiswedstrijd (in de Kuip): 40.465 - 27 april 1941,  ADO - DHC (3-1)
- Meeste toeschouwers gemiddeld seizoen: 17.882 - 1959/60
- Grootste thuisoverwinning: 24 oktober 1976, ADO - Go Ahead Eagles (8-2)
- Grootste thuisnederlaag: 9 mei 1976, ADO - Feyenoord (1-8); 15 september 2018, ADO - PSV (0-7)
- Grootste uitoverwinning: 12 september 1965, DOS - ADO (0-7)
- Grootste uitnederlaag: 03 mei 1964, D.W.S - ADO (9-0)
- Hoogste klassering (betaald voetbal): 3e - 1964/65, 1965/66, 1970/71
- Langste reeks overwinningen: 7 - 1971
- Langste reeks ongeslagen: 17 - 23 augustus 1970 t/m 13 december 1970
- Langste reeks ongeslagen thuis: 37 - 5 oktober 1969 t/m 7 november 1971
- Meeste overwinningen (seizoen): 21 - 1970/71
- Meeste doelpunten voor (seizoen): 72 - 1965/66
- Minste doelpunten tegen (seizoen): 27 - 1970/71
- Hoogste doelsaldo (seizoen): +35 - 1965/66, 1970/71
- Meeste wedstrijden: Aad Mansveld, 593
- Meeste doelpunten: Carol Schuurman, 147
- Meeste doelpunten (betaald voetbal): Harry van der Laan, 104
- Meeste eigen doelpunten in een wedstrijd: Heini Otto, 2 tijdens Feyenoord - FC Den Haag (12 januari 1992)
- Meeste assists (seizoen): Wesley Verhoek, 14 - 2010/11
- Seizoenstopscorer: Carol Schuurman, 25 doelpunten - 1957/58
- Seizoenstopscorer: (betaald voetbal) Harry van der Laan, 21 doelpunten - 1989/90
- Meest scorende buitenlandse speler: Dmitri Boelykin, 21 doelpunten - 2010/11

Snelste doelpunt
1. Tjaronn Chery 9 seconden, (Roda JC - ADO Den Haag 16 oktober 2011)
2. Wesley Verhoek 10 seconden, (FC Twente - ADO Den Haag 12 maart 2010)
3. Harry van der Laan 10 seconden, (FC Den Haag - MVV 18 februari 1990)

## Eerste divisie clubrecords
- Grootste uitoverwinning: 4 september 1982, Eindhoven - FC Den Haag (0-8)
- Langste reeks ongeslagen: 36 - 1985/86 (ongeslagen kampioen)
- Meeste overwinningen: 26 - 1985/86
- Meeste doelpunten voor: 85 - 1985/86, 1988/89
- Minste doelpunten tegen: 20 - 2002/03
- Hoogste doelsaldo: +54 - 1956/57 (A), 2002/03
- Snelste 0-3 voorsprong in de geschiedenis van de Eerste Divisie: 4 minuten en 56 seconden (23 februari 2025, MVV Maastricht - ADO Den Haag)
- Seizoenstopscorer: Thomas Verheydt, 30 doelpunten - 2021/22
- Topscorer gehele competitie: Bram Rontberg (1982/83), Remco Boere (1985/86), Henk Veerman (2023/24)

## Beker clubrecords
- Bekerwinst: 2x - 1968 en 1975
- Grootste uitoverwinning: 9 augustus 2005, RKSV Groesbeekse Boys - ADO Den Haag (0-12)
- Meeste doelpunten: Lex Rijnvis, 21
- Meeste doelpunten (betaald voetbal): Lex Schoenmaker, 14 (in 20 duels)
- Jongste doelpuntenmaker: Joop Korevaar (18 jaar, 10 maanden en 6 dagen) - 1969/70
- Oudste doelpuntenmaker: Eljero Elia (34 jaar, 10 maanden en 1 dag) - 2021/22

## Individuele records

### Clubtopscorers (aller tijden)
| #   | Naam               | Comp. | Beker | Europa | Totaal | Periode   |
| --- | ------------------ | ----- | ----- | ------ | ------ | --------- |
| 1.  | Lex Rijnvis        | 140   | 21    |        | 161    | 1953-1962 |
| 2.  | Carol Schuurman    | 147   | 12    |        | 159    | 1953-1963 |
| 3.  | Harry van der Laan | 103   | 15    | 1      | 119    | 1988-1995 |
| 4.  | Lex Schoenmaker    | 97    | 14    | 6      | 117    | 1966-1982 |
| 5.  | Mick Clavan        | 82    | 10    |        | 92     | 1943-1963 |
| 6.  | Aad Mansveld       | 69    | 14    | 6      | 89     | 1964-1982 |
| 7.  | Kees Aarts         | 66    | 9     | 1      | 76     | 1963-1969 |
| 8.  | Henk van Leeuwen   | 64    | 9     | 3      | 76     | 1974-1981 |
| 9.  | Harry Heijnen      | 61    | 11    | 1      | 73     | 1962-1969 |
| 10. | Bram Rontberg      | 59    | 7     |        | 66     | 1981-1989 |

### Europese topscorers (aller tijden)
| #   | Naam             | Doelpunten |
| --- | ---------------- | ---------- |
| 1.  | Aad Mansveld     | 6          |
| 2.  | Lex Schoenmaker  | 6          |
| 3.  | Remco Boere      | 3          |
| 4.  | Henk van Leeuwen | 3          |
| 5.  | Wietze Couperus  | 2          |
| 6.  | Piet Giesen      | 2          |
| 7.  | Harry Heijnen    | 2          |
| 8.  | Lex Immers       | 2          |
| 9.  | Aad Kila         | 2          |
| 10. | Sjaak Roggeveen  | 2          |

| #   | Naam            | Doelpunten |
| --- | --------------- | ---------- |
| 11. | Kees Aarts      | 1          |
| 12. | Tjaronn Chery   | 1*         |
| 13. | Timothy Derijck | 1          |
| 14. | Harry Hestad    | 1          |
| 15. | Martin Jol      | 1          |
| 16. | Dojčin Perazić  | 1          |
| 17. | Ron de Roode    | 1          |
| 18. | Jens Toornstra  | 1*         |
| 19. | Simon van Vliet | 1          |

* Nog actief in het betaalde voetbal

### Seizoenstopscorers betaald voetbal
| Seizoen | Topscorer       | Goal |
| ------- | --------------- | ---- |
| 1956/57 | Carol Schuurman | 27   |
| 1957/58 | Carol Schuurman | 25   |
| 1958/59 | Carol Schuurman | 19   |
| 1959/60 | Lex Rijnvis     | 17   |
| 1960/61 | Carol Schuurman | 18   |
| 1961/62 | Carol Schuurman | 22   |
| 1962/63 | Peter Hoet      | 10   |
| 1963/64 | Kees Aarts      | 15   |
| 1964/65 | Kees Aarts      | 12   |
| 1965/66 | Kees Aarts      | 18   |
| 1966/67 | Henk Houwaart   | 14   |
| 1967/68 | Lex Schoenmaker | 12   |
| 1968/69 | Lex Schoenmaker | 19   |
| 1969/70 | Harald Berg     | 17   |
| 1970/71 | Lex Schoenmaker | 15   |
| 1971/72 | Sjaak Roggeveen | 13   |
| 1972/73 | Harald Berg     | 10   |
| 1973/74 | Cees Storm      | 6    |

| Seizoen | Topscorer          | Goal |
| ------- | ------------------ | ---- |
| 1974/75 | Henk van Leeuwen   | 10   |
| 1975/76 | Henk van Leeuwen   | 16   |
| 1976/77 | Henk van Leeuwen   | 10   |
| 1977/78 | Henk van Leeuwen   | 15   |
| 1978/79 | Roger Albertsen    | 6    |
| 1979/80 | Lex Schoenmaker    | 9    |
| 1980/81 | Harry Melis        | 15   |
| 1981/82 | Bram Rontberg      | 6    |
| 1982/83 | Bram Rontberg      | 23   |
| 1983/84 | John Linford       | 20   |
| 1984/85 | Huub Smeets        | 18   |
| 1985/86 | Remco Boere        | 28   |
| 1986/87 | Tony Morley        | 12   |
| 1987/88 | Remco Boere        | 18   |
| 1988/89 | Heini Otto         | 17   |
| 1989/90 | Harry van der Laan | 21   |
| 1990/91 | Marcel Valk        | 6    |

| Seizoen | Topscorer          | Goal |
| ------- | ------------------ | ---- |
| 1991/92 | Harry van der Laan | 12   |
| 1992/93 | Harry van der Laan | 15   |
| 1993/94 | Harry van der Laan | 24   |
| 1994/95 | Harry van der Laan | 18   |
| 1995/96 | Gavin Price        | 11   |
| 1996/97 | Gavin Price        | 6    |
| 1997/98 | Dennis Iliohan     | 16   |
| 1998/99 | Edgar van der Roer | 11   |
| 1999/00 | René Lievaart      | 7    |
| 2000/01 | Ali Boussaboun     | 14   |
| 2001/02 | Emiel van Eijkeren | 16   |
| 2002/03 | Roy Stroeve        | 16   |
| 2003/04 | Roy Stroeve        | 10   |
| 2004/05 | Geert den Ouden    | 12   |
| 2005/06 | Joonas Kolkka      | 8    |
| 2006/07 | Santi Kolk         | 11   |
| 2007/08 | Hans van de Haar   | 12   |

| Seizoen | Topscorer                   | Goal |
| ------- | --------------------------- | ---- |
| 2008/09 | Richard Knopper             | 10   |
| 2009/10 | Wesley Verhoek              | 7    |
| 2010/11 | Dmitri Bulykin              | 21   |
| 2011/12 | Lex Immers                  | 8    |
| 2012/13 | Danny Holla Mike van Duinen | 11   |
| 2013/14 | Mike van Duinen             | 8    |
| 2014/15 | Michiel Kramer              | 17   |
| 2015/16 | Mike Havenaar               | 16   |
| 2016/17 | Mike Havenaar               | 9    |
| 2017/18 | Bjørn Johnsen               | 19   |
| 2018/19 | Abdenasser El Khayati       | 17   |
| 2019/20 | Tomáš Necid                 | 6    |
| 2020/21 | Michiel Kramer              | 6    |
| 2021/22 | Thomas Verheydt             | 30   |
| 2022/23 | Thomas Verheydt             | 14   |
| 2023/24 | Henk Veerman                | 23   |
| 2024/25 | Lee Bonis                   | 11   |

| Eerste Divisie |
| Eredivisie     |

Dikgedrukt = topscorer gehele competitie
Vijf keer clubtopscorer
1. Carol Schuurman, '57, '58, '59, '61 en '62
2. Harry van der Laan, '90, '92, '93, '94 en '95

### Meeste wedstrijden gespeeld voor ADO

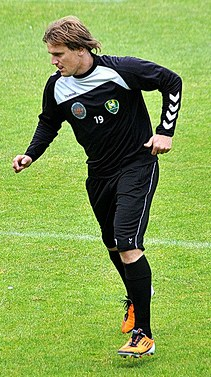
Dmitri Bulykin topscorer seizoen 2010/11 met 21 doelpunten

| #   | Naam            | Competitie | KNVB | Europa | Totaal | Periode   |
| --- | --------------- | ---------- | ---- | ------ | ------ | --------- |
| 1.  | Aad Mansveld    | 454        | 44   | 17     | 515    | 1964-1982 |
| 2.  | Ton Thie        | 380        | 38   | 12     | 430    | 1964-1977 |
| 3.  | Joop Korevaar   | 367        | 31   | 12     | 410    | 1968-1982 |
| 4.  | Mick Clavan     | 369        | 31   | 0      | 400    | 1943-1963 |
| 5.  | René Stam       | 335        | 40   | 4      | 379    | 1984-1996 |
| 6.  | Piet de Zoete   | 342        | 37   | 10     | 389    | 1962-1974 |
| 7.  | Edwin Purvis    | 309        | 33   | 4      | 346    | 1981-1992 |
| 8.  | Lex Schoenmaker | 295        | 24   | 10     | 328    | 1966-1982 |
| 9.  | Lex Rijnvis     | 266        | 24   | 0      | 290    | 1952-1962 |
| 10. | Carol Schuurman | 252        | 21   | 0      | 273    | 1953-1963 |

### Karel Jansen-trofeeën
Na afloop van de laatste thuiswedstrijd van elk seizoen worden Karel Jansen-trofeeën uitgereikt voor de beste speler, het beste talent en de clubtopscorer van dat seizoen. De prijs is vernoemd naar voormalig ADO-speler Karel Jansen, die van 1949 tot 1959 ruim 300 wedstrijden voor de Haagse ploeg speelde, en wordt sinds 2009 uitgereikt.
| Seizoen | Beste speler                       | Beste talent                       | Topscorer (comp.+beker+p.o.)          |
| ------- | ---------------------------------- | ---------------------------------- | ------------------------------------- |
| 2008/09 | ?                                  | ?                                  | Richard Knopper (10+1)                |
| 2009/10 | Danny Buijs                        | Jens Toornstra                     | Wesley Verhoek (7)                    |
| 2010/11 | Wesley Verhoek                     | Kevin Visser                       | Dmitri Bulykin (21+1+1)               |
| 2011/12 | Gino Coutinho                      | Mike van Duinen                    | Lex Immers (8)                        |
| 2012/13 | Gino Coutinho                      | Kenneth Omeruo                     | Danny Holla (11) Mike van Duinen (11) |
| 2013/14 | Aaron Meijers                      | Danny Bakker                       | Mike van Duinen (8+2)                 |
| 2014/15 | Martin Hansen                      | Gervane Kastaneer                  | Michiel Kramer (17)                   |
| 2015/16 | Édouard Duplan                     | Tyronne Ebuehi                     | Mike Havenaar (16+1)                  |
| 2016/17 | Robert Zwinkels                    | Sheraldo Becker                    | Mike Havenaar (9+1)                   |
| 2017/18 | Lex Immers                         | Thijmen Goppel                     | Bjørn Johnsen (19)                    |
| 2018/19 | Abdenasser El Khayati              | Shaquille Pinas                    | Abdenasser El Khayati (17+3)          |
| 2019/20 | Niet uitgereikt vanwege corona     | Niet uitgereikt vanwege corona     | Niet uitgereikt vanwege corona        |
| 2020/21 | Niet uitgereikt vanwege degradatie | Niet uitgereikt vanwege degradatie | Niet uitgereikt vanwege degradatie    |
| 2021/22 | Sem Steijn                         | Hugo Wentges                       | Thomas Verheydt (30+4+3)              |
| 2022/23 | Titouan Thomas                     | Finn van Breemen                   | Thomas Verheydt (14+1)                |
| 2023/24 | Henk Veerman                       | Joel Ideho                         | Henk Veerman (23+1+2)                 |
| 2024/25 | Jari Vlak                          | Illaijh de Ruijter                 | Lee Bonis (11+1)                      |

## Statistieken

### Eindklasseringen competitie sinds invoering betaald voetbal
| 1 |

| 12 |

| 13 |

| 12 |

| 11 |

| 15 |

| 10 |

| 10 |

| 3 |

| 3 |

| 4 |

| 4 |

| 6 |

| 6 |

| 3 |

| 5 |

| 5 |

| 13 |

| 10 |

| 6 |

| 10 |

| 12 |

| 7 |

| 10 |

| 14 |

| 17 |

| 6 |

| 7 |

| 4 |

| 1 |

| 14 |

| 17 |

| 2 |

| 10 |

| 14 |

| 16 |

| 8 |

| 7 |

| 4 |

| 15 |

| 8 |

| 5 |

| 10 |

| 11 |

| 16 |

| 4 |

| 1 |

| 15 |

| 14 |

| 15 |

| 18 |

| 6 |

| 14 |

| 15 |

| 5* |

| 15 |

| 9 |

| 9 |

| 13 |

| 11 |

| 11 |

| 7 |

| 9 |

| 17 |

| 18 |

| 4 |

| 12 |

| 5 |

| 4 |

* ADO eindigde in het seizoen 2010/11 als zevende in de competitie. Door het winnen van de play-offs om Europees voetbal kwam ADO in de officiële eindstand op de vijfde plaats te staan.

### Aantal Eredivisiepunten behaald sinds invoering betaald voetbal
| 42 |

| 46 |

| 54 |

| 64 |

| 46 |

| 49 |

| 44 |

| 71 |

| 61 |

| 55 |

| 34 |

| 37 |

| 52 |

| 42 |

| 39 |

| 44 |

| 42 |

| 39 |

| 19 |

| 36 |

| 29 |

| 46 |

| 38 |

| 28 |

| 34 |

| 36 |

| 35 |

| 17 |

| 32 |

| 30 |

| 54 |

| 32 |

| 40 |

| 43 |

| 37 |

| 43 |

| 38 |

| 47 |

| 45 |

| 19 |

| 22 |

## Gemiddelde toeschouwersaantallen

### Zuiderparkstadion
| 6059 |

| 5176 |

| 5529 |

| 3800 |

| 2862 |

| 4000 |

| 8883 |

| 7765 |

| 4882 |

| 3556 |

| 6559 |

| 5556 |

| 4180 |

| 1179 |

| 1655 |

| 2315 |

| 1648 |

| 3274 |

| 3429 |

| 2914 |

| 3049 |

| 2133 |

| 4484 |

| 5572 |

| 7215 |

| 6363 |

| 6808 |

| 7001 |

| Eredivisie | Eerste Divisie |

### Kyocera/Cars Jeans/Bingoal Stadion
| 5118 |

| 10952 |

| 11745 |

| 13530 |

| 11977 |

| 10329 |

| 10905 |

| 11981 |

| 12027 |

| 11370 |

| 11537 |

| 12561 |

| 12001 |

| 254 |

| 3866 |

| 5018 |

| 7586 |

| 8538 |

| Eredivisie | Eerste Divisie |

### Totaal aantal toeschouwers per jaar
| Seizoen | Competitie     | Totaal Toeschouwers |
| ------- | -------------- | ------------------- |
| 1999/00 | Eerste Divisie | 57.931              |
| 2000/01 | Eerste Divisie | 40.527              |
| 2001/02 | Eerste Divisie | 85.196              |
| 2002/03 | Eerste Divisie | 94.724              |
| 2003/04 | Eredivisie     | 122.655             |
| 2004/05 | Eredivisie     | 108.171             |
| 2005/06 | Eredivisie     | 115.736             |
| 2006/07 | Eredivisie     | 115.736             |
| 2007/08 | Eerste Divisie | 97.742              |
| 2008/09 | Eredivisie     | 186.184             |
| 2009/10 | Eredivisie     | 199.665             |
| 2010/11 | Eredivisie     | 230.010             |
| 2011/12 | Eredivisie     | 203.613             |
| 2012/13 | Eredivisie     | 175.589             |
| 2013/14 | Eredivisie     | 185.380             |
| 2014/15 | Eredivisie     | 203.682             |
| 2015/16 | Eredivisie     | 204.465             |
| 2016/17 | Eredivisie     | 193.290             |
| 2017/18 | Eredivisie     | 196.136             |
| 2018/19 | Eredivisie     | 213.530             |
| 2019/20 | Eredivisie     | 156.008             |
| 2020/21 | Eredivisie     | 4.317               |
| 2021/22 | Eerste Divisie | 73.446              |
| 2022/23 | Eerste Divisie | 95.343              |
| 2023/24 | Eerste Divisie | 144.140             |
| 2024/25 | Eerste Divisie | 162.220             |

## Transferrecords
| #   | Naam                        | Transferwaarde | Club               | Seizoen |
| --- | --------------------------- | -------------- | ------------------ | ------- |
| 1.  | Bjørn Johnsen               | € 2.300.000    | AZ                 | 2018/19 |
| 2.  | Daryl Janmaat               | € 1.800.000    | SC Heerenveen      | 2008/09 |
| 3.  | Abdenasser El Khayati       | € 1.700.000    | Qatar SC           | 2019/20 |
| 4.  | Wesley Verhoek              | € 1.500.000    | FC Twente          | 2011/12 |
| 5.  | Michiel Kramer              | € 1.500.000    | Feyenoord          | 2015/16 |
| 6.  | Finn van Breemen            | € 1.000.000    | FC Basel           | 2023/24 |
| 7.  | Jens Toornstra              | € 950.000      | FC Utrecht         | 2012/13 |
| 8.  | Martin Hansen               | € 950.000      | FC Ingolstadt 04   | 2016/17 |
| 9.  | Lex Immers                  | € 800.000¹     | Feyenoord          | 2012/13 |
| 10. | Tjaronn Chery               | € 800.000      | FC Groningen       | 2013/14 |
| 11. | Timothy Derijck             | € 750.000      | PSV                | 2011/12 |
| 12. | John van den Brom (trainer) | € 700.000      | Vitesse            | 2011/12 |
| 13. | Milan van Ewijk             | € 600.000      | SC Heerenveen      | 2021/22 |
| 14. | Tyrese Asante               | € 600.000      | Maccabi Tel Aviv   | 2024/25 |
| 15. | Danny Hoekman               | € 500.000      | Manchester City FC | 1991/92 |
| 16. | Tommie van der Leegte       | € 500.000      | VfL Wolfsburg      | 2005/06 |
| 17. | Mike van Duinen             | € 500.000      | Fortuna Düsseldorf | 2015/16 |
| 18. | Vicente Besuijen            | € 400.000      | Aberdeen FC        | 2021/22 |
| 19. | Jan-Paul Saeijs             | € 350.000      | Roda JC Kerkrade   | 2005/06 |
| 20. | Harry van der Laan          | € 341.000      | Feyenoord          | 1990/91 |
| 21. | Garry Mendes Rodrigues      | € 300.000      | Levski Sofia       | 2012/13 |
| 22. | Hans Galjé                  | € 280.000      | AFC Ajax           | 1980/81 |
| 23. | Tim Krul                    | € 230.000      | Newcastle United   | 2005/06 |
| 24. | Lex Schoenmaker             | € 227.000      | Feyenoord          | 1971/72 |
| 25. | Eljero Elia                 | € 200.000      | FC Twente          | 2007/08 |
| 26. | Csaba Horváth               | € 150.000      | Zagłębie Lubin     | 2010/11 |
| 27. | Robin Polley                | € 150.000      | Heracles Almelo    | 2021/22 |
| 28. | Tscheu La Ling              | € 127.000      | AFC Ajax           | 1975/76 |
| 29. | Aad Mansveld                | € 113.000      | Feyenoord          | 1977/78 |
| 30. | Rydell Poepon               | € 100.000      | Valenciennes FC    | 2014/15 |
| 31. | Gavin Price                 | € 75.000       | St. Johnstone      | 1997/98 |
| 32. | Ferrie Bodde                | € 75.000       | Swansea City       | 2007/08 |
| 33. | Guus Haak                   | € 57.000       | Feyenoord          | 1963/64 |

| #   | Naam                     | Transferwaarde | Club                   | Seizoen |
| --- | ------------------------ | -------------- | ---------------------- | ------- |
| 1.  | Bogdan Milić             | € 675.000      | FK Budućnost Podgorica | 2008/09 |
| 2.  | Jari Vlak                | € 600.000      | FC Emmen               | 2023/24 |
| 3.  | Ahmed Ammi               | € 400.000      | NAC Breda              | 2008/09 |
| 4.  | Aleksandar Ranković      | € 350.000      | Vitesse                | 2005/06 |
| 5.  | Rydell Poepon            | € 300.000      | De Graafschap          | 2012/13 |
| 6.  | Alberto Saavedra         | € 200.000      | CD Numancia            | 2003/04 |
| 7.  | Csaba Horváth            | € 200.000      | AS Trenčín             | 2008/09 |
| 8.  | Gábor Horváth            | € 200.000      | NAC Breda              | 2011/12 |
| 9.  | Sheraldo Becker          | € 200.000      | AFC Ajax               | 2016/17 |
| 10. | Lex Schoenmaker          | € 182.000      | Feyenoord              | 1975/76 |
| 11. | Tjaronn Chery            | € 175.000      | FC Emmen               | 2011/12 |
| 12. | Danny Holla              | € 167.500      | FC Groningen           | 2012/13 |
| 13. | Henk van Leeuwen         | € 80.000       | Roda JC Kerkrade       | 1974/75 |
| 14. | Mathias Gehrt            | ± € 67.500²    | Brøndby IF             | 2013/14 |
| 15. | Emilio Estevez Tsai      | € 66.000       | York9 FC               | 2020/21 |
| 16. | Geert den Ouden          | € 50.000       | Djurgårdens IF         | 2004/05 |
| 17. | Angelo Martha            | € 50.000       | MVV Maastricht         | 2005/06 |
| 18. | Ton Thie                 | € 27.000       | Hermes DVS             | 1964/65 |
| 19. | Piet van Miert           | € 27.000       | Sparta Rotterdam       | 1978/79 |
| 20. | Aad Mansveld             | € 23.000       | Feyenoord              | 1978/79 |
| 21. | Ron de Vos van Steenwijk | € 23.000       | Lierse SK              | 1986/87 |
| 22. | Henny Ardesch            | € 18.000       | FC Twente              | 1966/67 |

## Jaarlijkse begroting
| Seizoen | Competitie     | Begroting  |
| ------- | -------------- | ---------- |
| 2005/06 | Eredivisie     | 8.100.000  |
| 2006/07 | Eredivisie     | 8.100.000  |
| 2007/08 | Eerste Divisie | 10.800.000 |
| 2008/09 | Eredivisie     | 12.000.000 |
| 2009/10 | Eredivisie     | 15.000.000 |
| 2010/11 | Eredivisie     | 12.000.000 |
| 2011/12 | Eredivisie     | 13.600.000 |
| 2012/13 | Eredivisie     | 13.600.000 |
| 2013/14 | Eredivisie     | 13.000.000 |
| 2014/15 | Eredivisie     | 13.300.000 |